# Harwood Hole
Harwood Hole – nowozelandzka jaskinia położona w północnej części Wyspy Południowej, na terenie Parku Narodowego Abel Tasman. Zasadniczą jej część stanowi najgłębsza studnia jaskiniowa na terytorium Nowej Zelandii o głębokości 183 m, zaś całkowita głębokość systemu, wliczając połączoną z nią jaskinię Starlight Cave, wynosi 357 m. Łączna długość korytarzy systemu jaskiń wynosi 1554 m.
Jaskinia znajduje się w pagórkowatym rejonie o nazwie Takaka Hill. Płynący jej dnem podziemny strumień po wypłynięciu na powierzchnię wpada do potoku Gorge Creek. Dawniej strumień wpadał pod ziemię właśnie przez Harwood Hole, lecz z czasem woda znalazła inną podziemną drogę i studnia uległa osuszeniu. Jest to częste zjawisko na obszarach, na których zachodzą procesy krasowe.
W jaskini kręcono kilka scen filmowej trylogii Władca Pierścieni.

## Zwiedzanie
Jaskinia jest dostępna dla bardzo doświadczonych i odpowiednio wyposażonych turystów i grotołazów. Z pobliskiego parkingu Canaan Carpark do studni prowadzi szlak o nazwie Harwoods Hole Track, którego pokonanie zajmuje około 45 minut. Otwór studni nie jest zabezpieczony barierkami. W dół studni zjeżdża się po statycznej linie z wykorzystaniem urządzeń zaciskowych. Dalej przechodzi się jaskinią Starlight Cave aż do wyjścia. Łączny czas trwania wyprawy, wliczając czas marszu z parkingu i powrót, wynosi co najmniej 9 godzin. W czasie oraz po obfitych opadach deszczu dolna część jaskini jest zalana wodą i wyjście tą drogą może stać się niemożliwe.
Jaskinia jest miejscem licznych wypadków oraz akcji ratunkowych.

## Historia eksploracji
W 1957 miejscowy farmer zaprowadził grupę grotołazów z Wyspy Północnej do otworu studni, do której nigdy nie odważył się zejść. Grotołazi wstępnie oszacowali szerokość otworu zejściowego na 60 m, a głębokość na 200 m. Jaskinię nazwano Harwood Hole na cześć pierwotnego właściciela tych ziem. 25 grudnia 1958 roku grotołazi po raz pierwszy opuścili się na dno jaskini, używając liny na wyciągarce oraz metalowego krzesełka. Zbadano około 800 metrów korytarzy. Rok później grotołazi wrócili, by odnaleźć połączenie z sąsiednią Starlight Cave. Przy użyciu ładunków wybuchowych wysadzili blok stalaktytowy i jaskinie zostały połączone. Tym samym całkowita głębokość jaskini osiągnęła 357 m, czyniąc ją wówczas najgłębszą w kraju.